# Гиллембург-Эренсверд, Томасина Кристина
Гиллембург-Эренсверд, Томасина Кристина (дат. Thomasine Christine Gyllembourg-Ehrensvärd, 9 ноября 1773 — 2 июля 1856) — датская писательница, баронесса.

## Биография
Томасина Кристина Бунтсен родилась в Копенгагене в 1773 г. В 16 лет вышла замуж за датского писателя Петера Андреаса Хейберга и в следующем году родила сына Йохана Людвига Хейберга, будущего поэта и критика. Её муж писал злободневные сатиры, высмеивая современное ему датское общество, вследствие чего преследовался властями, а в 1799 г. был изгнан из страны.
Получив развод, Томасина Кристина в декабре 1801 г. повторно вышла замуж за шведского барона Карла Фредерика Эренсверда, который был причастен к убийству шведского короля Густава III, осуждён и приговорён к смерти, но ввиду незначительности его участия в заговоре, смертная казнь была заменена лишением всех титулов и высылкой из страны. Он умер в 1822 г.
В 1822 г. Томасина Кристина последовала за своим сыном в Киль, тогда ещё принадлежавший Дании, где Йохан Хейберг был назначен профессором, а в 1825 г. вернулась с ним в Копенгаген. В 1827 г. она анонимно опубликовала своё первое произведение Familien Polonius («Семья Полония») в газете Flyvende Post. Там же в 1825 г. она написала Den Magiske Nøgle («Магический ключ»), а следом за ним — En Hverdags-Historie («Повседневная история»). Успех этих анонимных публикаций был такой, что Томасина Кристина с тех пор подписывалась как «Автор повседневной истории».
В период 1833—1834 гг. Томасина Кристина выпустила три книги «Старых и новых романов», за ними (1835—1836 гг.) последовали три книги «Новых историй». В 1837 г. она опубликовала две новеллы Montanus den Yngre и Nisida, в 1840 г. — Een i Alle, в 1841 г. — Nær og Fjern, En Brevvexling в 1843 г., Korsveien в 1844 г. и To Tidsaldre в 1845 г.
Писательница тщательно скрывала своё авторство, которое раскрылось только после её смерти в 1856 г.
Томасина Кристина изображена на купюре в 1000 датских крон серии 1972 г.

## Произведения
- Familien Polonius (1827)
- En Hverdags-Historie (1828)
- Den magiske Nøgle (1830)
- Kong Hjort (1830)
- Slægtskab og Djævelskab (1830)
- Den lille Karen (1830)
- Sproglæreren (1831) — play
- Magt og List (1831) — play
- Fregatskibet Svanen (1831) — play
- Drøm og Virkelighed (1833)
- Mesalliance (1833)
- De Forlovede (1834) — play
- Findeløn (1834)
- De lyse Nætter (1834)
- Ægtestand (1835)
- En Episode (1835)
- Extremerne (1835)
- Jøden (1836)
- Hvidkappen (1836)
- Montanus den Yngre (1837)
- Nisida (1837)
- Maria (1839)
- Een i Alle (1840)
- Nær og fjern (1841)
- Jens Drabelig (1841)
- En Brevvexling (1843)
- Korsveien (1844)
- Castor og Pollux (1844)
- T’o Tidsaldre (1845)